# Jorginho Paulista
Jorge Henrique Amaral de Castro Nascimento - voetbalnaam Jorginho of Jorginho Paulista - (São Paulo, 20 februari 1980) is een Braziliaans voetballer.
In Nederland is de verdediger vooral bekend van zijn korte periode bij PSV, waarvoor hij slechts sporadisch uitkwam.